# خرک یکم
خَرَک یکم (Asellus Primus: در لاتین به معنای کره خر یکم) یا تتا گاوران یک ستاره است که در صورت فلکی گاوران قرار دارد.